# Seyssinet-Pariset
Seyssinet-Pariset è un comune francese di 12 381 abitanti situato nel dipartimento dell'Isère della regione dell'Alvernia-Rodano-Alpi.

## Geografia fisica
Il territorio comunale di Seyssinet-Pariset è situato fra il massiccio del Vercors e la riva occidentale del Drac, affluente del fiume Isère. La città fa parte della comunità Grenoble Alpes Métropole.

## Società

### Evoluzione demografica
Abitanti censiti

## Amministrazione

### Gemellaggi
- San Giovanni Lupatoto